# Antivirus 2009
Antivirus 2009, também conhecido como XP Antivirus, Vitae Antivirus, Windows Antivirus, Win Antivirus, Antivirus Pro, Antivirus Pro 2009, Antivirus 2007, 2008, 2009, 2010, e 360, Internet Antivirus Plus, System Antivirus, Spyware Guard 2008 e 2009, Spyware Protect 2009, Winweb Security 2008, System Security, Malware Defender 2009, Ultimate Antivirus2008, Vista Antivirus, General Antivirus, AntiSpywareMaster, Antispyware 2008, XP AntiSpyware 2008, 2009 e 2010, Antivirus Vista 2010, WinPCDefender, Antivirus XP Pro, Anti-Virus-1, Antivirus 7, Antivirus Soft, Antispyware Soft, Antivirus System PRO, Antivirus Live, Vista Anti Malware 2010, Internet Security 2010, XP Antivirus Pro, Security Tool, VSCAN7 e Total Security é um scareware e um falso antivírus que alega remover falsas infecções encontradas num computador com o sistema operativo Microsoft Windows se o utilizador comprar a versão completa do software. Esta praga é muito dificil de detectar, pois as suas variantes são mais de 1000 e a única maneira de a detectar é tendo um antivírus com boas heurísticas.

## Métodos de Infecção/Variantes
O Antivirus 2009 é conhecido por infectar utilizadores com o sistema operativo Microsoft Windows e é independente do browser. Um método de infecção envolve o trojan Zlob. Outro método envolve o uso de codecs falsos como o "Video ActiveX Enhancement 2.07".

## Sintomas de Infecção
Cada variante tem a sua forma de descarregar-se e instalar-se sozinha num computador. O Antivirus 2009 foi feito para parecer profissional, para assim enganar o utilizador e fazê-lo pensar que se trata de um antivírus verdadeiro, para assim convencer o utilizador a comprá-lo. Numa instalação normal, o Antivirus 2009 "examina" o computador e exibe uma lista com resultados falsos, acusando que o computador está infectado com ameaças. Assim que o exame é completado, um diálogo aparece, assim como uma lista com todos as ameaças 'encontradas' e o utilizador terá de clicar numa hiperligação ou num botão para remover as ameaças. Independentemente do botão clicado, "Next" (Continuar) ou "Cancel" (Cancelar), uma caixa para descarregar o programa aparece, sendo isto uma tentativa para assustar o utilizador, para fazê-lo assim clicar no botão de compra do Antivirus 2009. Se o usuário decide não comprar o programa, receberá constantemente pop-ups alegando que o programa encontrou infecções e que deverá registar o programa para removê-las.
O Antivirus 2009 também exibe ocasionalmente avisos falsos num computador infectado. Estes alertas pretendem simular a detecção de um ataque nesse computador e questionam o utilizador se pretende comprar ou activar o programa para parar os ataques. Para além disto, o programa pode também simular um BSOD dizendo que o sistema foi encerrado por ter uma ameaça e o ecrã de boot do Windows, neste último dizendo que o Antivirus 2009 (ou qualquer outra variante do programa) não está registado e recomendando o utilizador a comprar o programa. O registo do Windows é também modificado para que o programa seja executado ao iniciar o Windows.. Finalmente, o programa pode substituir alguns atalhos no ambiente de trabalho por hiperligações a sítios pornográficos.

## Acções Maliciosas
A maioria das variantes desta praga não são necessariamente perigosas, pois não roubam dados confidenciais do usuário (como o spyware) ou danificam o sistema. No entanto, o programa incomoda o utilizador, tentando-o convencer a pagar para registar o programa, para remover ameaças não-existentes. Algumas variantes são mais perigosas, elas mostram pop-ups sempre que o utilizador tenta executar um programa ou quando o utilizador tenta navegar no seu disco rígido. Isto acontece modificando o registo do Windows. Também consegue desactivar antivírus legítimos, para proteger-se de uma eventual remoção. Qualquer variante que infecte um computador estará sempre a usar recursos quando executada, fazendo com que um computador infectado fique mais lento.
O malware também pode bloquear o acesso a sites de remoção de spyware conhecidos e, em alguns casos, procurar por "antivirus 2009" (ou termos de pesquisa semelhantes) num motor de pesquisa resulta numa página em branco ou numa página de erro. Algumas variantes também redireccionam o utilizador da página do motor de pesquisa Google para uma falsa página do Google que afirma que o utilizador tem um vírus no seu computador e que deve obter o Antivirus 2009, juntamente com uma hiperligação para a página do mesmo.
O Antivirus 2009 também pode desactivar os programas antimalware do utilizador e prevenir o utilizador de abri-los ou reactivá-los. As aplicações desactivadas pelo Antivirus 2009 incluem o Spybot - Search & Destroy, McAfee, AVG e o SUPERAntiSpyware.

## Remoção
O Antivirus 2009 é constantemente re-lançado e actualizado para prevenir a detecção pelos antivírus. Um dos poucos programas que conseguem remover esta praga é o Malwarebytes Anti-Malware, que consegue remover muitas variantes da mesma.

## Lucros
Em Novembro de 2008, foi reportado que um hacker conhecido como "NeoN" hackeou a base de dados da Bakasoftware e revelou os lucros recebidos através do XP Antivirus. Sabe-se que o afiliado mais bem sucedido ganhou 158,000 $USD numa semana.